# ARA King (P-21)
El patrullero ARA King (P-21) (PAKI) es un patrullero de la Armada Argentina botado en 1943 e incorporado en 1946. Es el tercer buque en llevar este nombre en homenaje al marino y guerrero de la Independencia Juan King. Es el buque más antiguo en servicio con la Armada Argentina.
Su origen se remonta a un plan de construcciones de rastreadores minadores que debían realizar los talleres de la Base Naval de Río Santiago. El ARA King, junto con su gemelo el ARA Murature, fueron transformados en patrulleros durante su construcción, mientras que las dos otras dos unidades diseñadas en el mismo plan, ARA Piedra Buena y ARA Azopardo fueron transformadas en fragatas antisubmarinas.
El ARA King fue botado el 3 de noviembre de 1943 y, después de un largo proceso de modificaciones sucesivas, fue entregado a la Armada el 28 de julio de 1946.

## Servicio operativo
Entre 1946 y 1947 participa de la Campaña Antártica visitando la Base Melchior, explorando la zona entre Orcadas y el sur de Bahía Margarita. También visita la Base Decepción donde la expedición instala un faro en Cabo Anna. Luego regresa a Ushuaia y luego a Buenos Aires. Repite la campaña antártica en el verano de 1947/1948.
En 1954, este patrullero y el ARA Murature (P-20) trasladan a Asunción los trofeos de guerra capturados por fuerzas argentinas durante la Guerra de la Triple Alianza restituidos por el presidente argentino Perón.
En 1960 participó de la búsqueda de un submarino no identificado en el Golfo Nuevo.
En 1966 interceptó, junto con su gemelo Murature, a los pesqueros de bandera brasileña Salvatierra y Calderlas en actividad ilegal.
Durante la Guerra de las Malvinas permaneció en estación en el área de Pontón Recalada realizando tareas de control de tránsito marítimo.
En agosto de 1997 se vio averiado su casco por el estallido de una mina mientras se realizaba el ejercicio combinado Fluvial, con fuerzas norteamericanas.

### Década de 2010
Las actividades operativas son variadas. La participación en ejercicios conjuntos y combinados es constante, realizando despliegues en diversos puntos del litoral fluvial argentino. Además, realiza el adiestramiento de cadetes de las distintas instituciones educativas navales de la Argentina.
En diciembre de 2018 se entregó el buque a la Armada por parte del Astillero Río Santiago, donde se le instaló un nuevo puente de comando integrado, todo el pintado de locales interiores, la aislación de zonas habitables y sectores de máquinas y tuberías de agua caliente y se colocaron paradas de emergencias en los motores generadores y principal, como así también la colocación de sensores e indicación de parámetros de motores generadores. 
Por otra parte, el buque incorporó una sala de internación y baño para la enfermería, y la adecuación de toldilla para la instalación de un contenedor sanitario para ser utilizado en campañas sanitarias en los ríos del litoral.